# Søndermarkskirken (Viborg)
 For alternative betydninger, se Søndermarkskirken. (Se også artikler, som begynder med Søndermarkskirken)
Søndermarkskirken i Viborg blev bygget i 1981 som sognekirke for Søndermark Sogn, som var blevet udskilt fra Viborg Søndre Sogn. Kirkens arkitekt er Svend Frandsen fra Viborg. Kirken fremstår meget moderne. Selve kirken er en cirkelrund bygning med en kobberbeklædt kuppel. I forbindelse med kirken er der i 2001 bygget møderum etc. samt et fritstående tårn.
Alterudsmykningen består af en stor korsformet sol i rustfrit stål. I kirken er ophængt 12 kirkeskibe, som alle stævner mod solen. Denne udsmykning er lavet af billedhuggeren Yan. Døbefonten består af en meget stor ægte muslingeskal, en såkaldt Skt. Ibs skal.
Søndermarkskirken er udpeget til vejkirke, hvilket betyder, at den er åben i dagtimerne for vejfarende og andre.